# Theo van Gogh (marchante de arte)

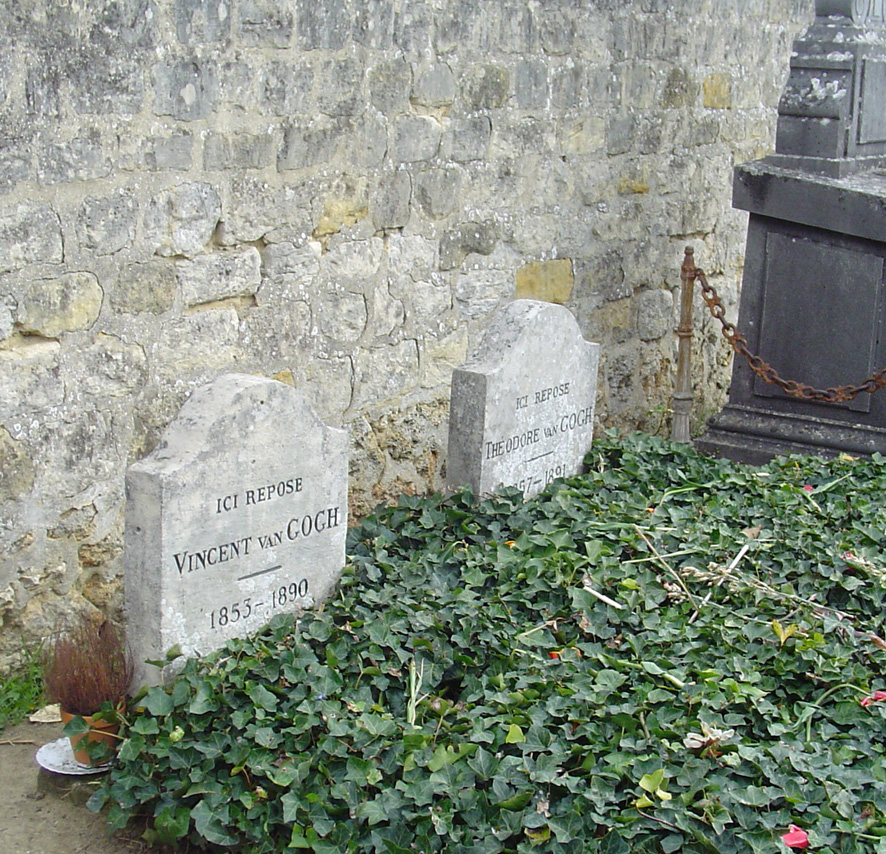
Tumbas de los hermanos Van Gogh.

Theodorus "Theo" van Gogh (Zundert, 1 de mayo de 1857 - Utrecht, 25 de enero de 1891) fue un exitoso marchante de arte neerlandés. Era el hermano menor del pintor Vincent van Gogh, y quien le prestó el apoyo financiero que le permitió dedicarse exclusivamente a la pintura.

## Biografía
Nació el 1 de mayo de 1857 en la aldea Zundert, en la provincia de  Brabante, Países Bajos. Fue el hijo de Theodorus van Gogh y Ana Cornelia Carbentus. Mientras su hermano mayor Vincent trabajaba en La Haya, con los marchantes de arte Goupil & Cie, Theo se unió a la oficina de Bruselas de la misma empresa. Después del traslado de Vincent a la oficina de Londres, Theo regresó a La Haya, donde se dedicó al comercio de obras de arte con gran acierto. Durante el invierno de 1880-1881, fue trasladado a la sede central de la firma en París, y desde allí procuró todos los medios necesarios para que su hermano pudiera continuar practicando su arte.
Theo contribuyó decisivamente a la popularidad de artistas impresionistas como Claude Monet y Edgar Degas, convenciendo a sus patrones, Goupil y Cie, para que expusieran y compraran sus trabajos. Por cuestiones éticas, nunca hizo lo mismo con las de su hermano. El escultor Antonio Bourdelle trabajó para Theo durante años, desde que salió de la Escuela de Bellas Artes en 1886. 
Con Claude Monet tuvo también una relación cercana. En competencia con el marchante Durand-Ruel, que atravesaba momentos difíciles, y con Georges Petit, Theo consiguió hacerse con una parte nada desdeñable del mercado de obras de arte impresionista, que comenzaba a ser apreciado. La última exposición de grupo de los impresionistas tuvo lugar en 1886, y desde el año siguiente, Theo compró regularmente obras a Monet. En 1888, expone en el entresuelo de la galería obras realizadas por Monet en Antibes. Setenta obras de Monet pasarán por las manos de Theo. Esta estrategia de venta que realza a un solo artista fue empleada cada vez más por los marchantes, puesto que les permitía diferenciarse de los Salones oficiales, que eran cada vez más una especie de «grandes bazares» donde se amontonaban miles de obras.
En 1886 pidió a Vincent que fuese a vivir con él, y en marzo de ese año alquiló una casa en Montmartre. Theo hizo que Vincent se encontrase con Paul Gauguin, Paul Cézanne, Henri de Toulouse-Lautrec, Henri Rousseau, Camille Pissarro y Georges Seurat, y en 1888 persuadió a Gauguin para que visitase a Vincent, que se había trasladado a Arlés. 
En París, Theo conoció a Andries Bonger y a su hermana Johanna, con la que se casó en Ámsterdam el 17 de abril de 1889. La pareja vivió en París, dónde nació su hijo Vincente Guillermo el 31 de enero de 1890. El 8 de junio del mismo año la familia visitó a Vincent, que vivía cerca de París en Auvers-sur-Oise. Goupil & Cie comenzaba a tener dificultades financieras y Theo consideró que era hora de independizarse, a lo que había sido animado por Vincent. 
El trabajo excesivo y la extraña muerte de su hermano, junto con su mal estado de salud, le provocaron un colapso mental en octubre de 1890. Su familia le ingresó en un hospital de Utrecht, dónde murió a causa de la sífilis a los 33 años, el 25 de enero de 1891, seis meses después que Vincent. Fue enterrado inicialmente en el cementerio de Soestbergen en Utrecht, siendo trasladado por su viuda el 19 de abril de 1914 al cementerio de Auvers-sur-Oise, siendo enterrado al lado de su hermano, para que ambos descansen juntos eternamente y para que quienes visiten la tumba del famoso pintor, vean también la de Theo y entiendan la importancia que este tuvo en su vida.

## Cartas a Theo
Las casi ochocientas cartas que Vincent escribió a Theo (publicadas en holandés en 1911, traducidas al francés en 1960) constituyen un testimonio único de la vida del artista. La última recopilación y traducción al español fue hecha por Antonio Rabinad en 2004.

### Citas
1. ↑  Rewald: op. cit.
2. ↑  Arnold: op. cit., pág. 1023.
3. ↑  Rabinad: op. cit., prólogo.